# Balstatjärnarna (Stensele socken, Lappland, 720707-159197)
Balstatjärnarna är en sjö i Storumans kommun i Lappland och ingår i Umeälvens huvudavrinningsområde.